# Le tasche piene di sassi
Le tasche piene di sassi è un singolo del cantautore italiano Jovanotti, pubblicato l'11 marzo 2011 come secondo estratto dal diciottesimo album in studio Ora.
Il brano si è aggiudicato il Premio Mogol 2011, ritirato il 14 giugno successivo da Saturnino Celani, storico collaboratore di Jovanotti, nel corso della serata evento tenutasi al Teatro romano di Aosta..
Il brano è stato scritto dal cantautore stesso insieme a Franco Santarnecchi.
La canzone è dedicata a Viola Cardinali, madre del cantautore, morta un anno prima dell'uscita del disco.

## Video musicale
Il videoclip è stato diretto da Maki Gherzi, prodotto da Paolo Soravia e postato sul canale YouTube del cantante il 14 marzo 2011. Lo stesso giorno, il video è entrato nella rotazione di MTV. Il video è ispirato al film Lenny di Bob Fosse, che racconta la storia di Lenny Bruce, celebre comico stile Stand-up comedy statunitense. Parlando del video, Jovanotti l'ha descritto dicendo:
(Jovanotti)

## Tracce
Download digitale
1. Le tasche piene di sassi – 3:35 (Jovanotti, Franco Santarnecchi)

## Classifiche

### Classifiche settimanali
| Classifica (2011) | Posizione massima |
| ----------------- | ----------------- |
| Italia            | 2                 |

### Classifiche di fine anno
| Classifica (2011) | Posizione |
| ----------------- | --------- |
| Italia            | 17        |

## Cover
Una cover è stata incisa da Giorgia e pubblicata come singolo nel 2018.